# Окраина (фильм, 1998)
«Окраина» — резонансный кинодебют сценариста Петра Луцика (1998), который породил острые споры в российской кинопрессе. Сценарий был написан Луциком с постоянным соавтором Алексеем Саморядовым, который погиб за несколько лет до начала съёмок.
«Окраина» принадлежит к обойме вышедших в конце 1990-х российских фильмов о народных мстителях («Любить по-русски», «Сочинение ко Дню Победы», «Ворошиловский стрелок», «Старые клячи»).  Картина заняла 31 место в списке 100 главных русских фильмов по версии журнала «Афиша».

## Сюжет
Жители хутора на юге Урала, у которых отобрали землю «новые русские», готовы вернуть её любой ценой. Обуреваемые гневом обманутые селяне не гнушаются никакими методами, чтобы вывести на чистую воду сначала председателя колхоза (который, раскаявшись, присоединяется к их отряду), а потом ещё двух прохиндеев. Ниточка подтасовок приводит в Москву, в высотку с офисом нефтяного олигарха.

## В ролях
| Актёр            | Роль                       |
| ---------------- | -------------------------- |
| Юрий Дубровин    | Сафронов Филипп Ильич      |
| Николай Олялин   | Колька Полуянов            |
| Алексей Ванин    | Перфильев Василий Иванович |
| Алексей Пушкин   | Панька Морозов             |
| Римма Маркова    | Панькина мать              |
| Виктор Степанов  | хозяин кабинета            |
| Анатолий Кощеев  | первый брат Лыков          |
| Виктор Венес     | второй брат Лыков          |
| Александр Вдовин | Махотин                    |
| Олег Мокшанцев   | Симавин                    |

## Съёмочная группа
- Сценаристы — Пётр Луцик и Алексей Саморядов
- Оператор — Николай Ивасив
- Композиторы — Гавриил Попов, Георгий Свиридов
- Аранжировщик — Игорь Кантюков
- Звукооператор — Вячеслав Ключников
- Художник — Андрей Бессолицын
- Звукорежиссёр — Владислав Торохов

В фильме звучит музыка Гавриила Попова и Георгия Свиридова из старых советских фильмов (таких, как «Чапаев»).

## Художественные особенности
Сергей Анашкин в издании «Новейшая история отечественного кино» выделяет следующие художественные особенности фильма Луцика:
- Сказовая интонация повествования и чрезвычайная условность топографии (Москва как полусамодельный макет).
- Умышленный анахронизм: сюжет приурочен к постперестроечной эпохе, однако реквизит отсылает к середине века, а одежда главных героев — вообще к Гражданской войне.
- «Юмор извлекается из отстраняющего смакования актов насилия и гипертрофированных жестокостей, как в поэтике садистского стишка».
- «Изображение выстроено с оглядкой на „общие места“ советского кинематографа 1930-х — 1960-х гг.»
- Фильм прославляет вольнолюбие: «анархический заквас русской души, примат правды-справедливости над омертвелой буквой закона».

## Участие в конкурсах
- 1999 МКФ «Лістапад» в Минске (Специальный приз газеты «Культура» — «Импульсы вечного: вечная тема, вечный сюжет» — Пётр Луцик)
- 1999 МКФ в Берлине (Участие в Программе «Forum» — Пётр Луцик)
- 1999 МКФ в Карловых Варах («Приз свободы» — Пётр Луцик)
- 1999 МКФ славянских и православных народов «Золотой Витязь» (Приз за лучшую режиссёрскую работу — Пётр Луцик)
- 1998 МКФ в Чикаго (FIPRESCI — Пётр Луцик)
- 1998 ОРКФ Кинотавр в Сочи (Специальный приз жюри конкурса «Дебют» — «За дерзкий поиск новых путей в киноискусстве», Почётный диплом Гильдии киноведов и кинокритиков — Пётр Луцик)
- 1998 Премия «Золотой овен» (За лучший фильм-дебют — Пётр Луцик)

## Критика
Фильм разделил критиков на тех, которые расценивали его как явление сугубо художественное, тонкий стёб, и на тех, кто воспринял его как серьёзный «призыв к топору» или, как выразился рецензент одной либеральной газеты, «натуральный кинематографический теракт». Истоки сюжета искали у Андрея Платонова («Чевенгур») и Джона Форда («Искатели»), обилие карикатурного насилия сравнивали с Тарантино, находили сходство киноязыка с «Мертвецом» Джима Джармуша. В то же время раздавались призывы снять ленту с проката как провокацию. Однако уже через год обнаружилось, что «фильм, грозивший чуть не поджечь страну, прошёл тихо и, кажется, отвалил на окраины киноистории».
«Окраина» — достаточно синефильское зрелище, пестрящее отсылками к общим местам патетического советского кино: как выразился Л. Аннинский, «не то кино, которое передает живой шелест реальности», а «кино, передающее шелест другого кино». История крестьянской мести «рассказана языком сталинского кинематографа с его собственными архетипами, жесткой визуальной номенклатурой, насыщенной пафосом и идеологией». Андрей Плахов уточняет, что речь идет не столько об идеологии, сколько о «мифологии, коллективных грёзах» как неотъемлемой части любого кино:

Название картины отсылает к «Окраине» Барнета, стиль изображения — к «Земле» Довженко и оператора Демуцкого, типажи — к «Чапаеву» и всей мифологии советского монументального киногероизма. Оставаясь безошибочно узнаваемой, она в то же время вывернута наизнанку. Чего стоит хотя бы Николай Олялин (символически безликий Советский Солдат из киноэпопеи «Освобождение») в образе каннибала-садиста в черных кожаных штанах. Или Юрий Дубровин в чапаевской папахе — добрый дедушка с блеском палача в глазах. И, наконец, Алексей Пушкин — болезненный отрок, вырастающий в стального вождя; он пародирует одновременно Павку Корчагина и фанатичного Сотникова из «Восхождения».

### Мнения и отзывы
- Лев Аннинский: «А нефть вам не нужна, господа искатели мужичьей правды? Ну, так пашите сошкой, как Микула Селянинович. А то ведь в финале, когда, подпалив Москву, наши правдолюбцы возвращаются домой и, ликуя, пашут землю родимую — что же это они на трактора садятся? Бензин у них откуда?..»[5]
- Елена Грачева: «В фильме персонажи живут по законам фольклорного эпоса <…> отсюда симбиоз людей и земли, на которой они родились и утрата которой равносильна смерти»[4].
- Зара Абдуллаева: «Луцик стилизовал стереотипы обобщенной исторической образности… в киногенических традициях самой этой образности, которая у Луцика не исчерпывается ни законами соцреализма, ни соцарта. Лубочный монументализм и эпическая жестокость „Окраины“ нивелируются гротесковой абсурдностью»[6].
- Игорь Манцов:
  - «„Окраина“ — некий метафизический топос, обозначение той психологической реальности, которая в обществе потребления вытеснена на периферию сознания, однако не становится от этого менее реальной, жесткой и проблематичной».
  - «Когда придет время собирать камни и подводить итоги, окажется, что "Окраина"—маргинальная лента о маргиналах—счастливо избежала фальши и лукавства, самодовольной глупости и необоснованных претензий, во многом присущих "нашему новому кино". Напомнила, что кино—высказывание посредством визуальных образов, а не ликбез по псевдофилософии, не актерский капустник, не устройство по переливанию из пустого (маэстро-кинорежиссёр) в порожнее (невзыскательный потребитель). Петр Луцик оказался слишком внимателен к подземному гулу времени.»[7].[8]